# Паскаль-Труйо, Эрта
Эрта Паскаль-Труйо (фр. Ertha Pascal-Trouillot; род. 13 августа 1943) — гаитянский политический деятель, временный президент Гаити в течение 11 месяцев в 1990—1991 годах. Стала первой женщиной в истории, которая заняла этот пост.

## Биография
Её отец, Тимбле, был металлургом и умер, когда она была ещё молодой. Её мать, Луиза, была швеей и вышивальщицей. Эрта была девятой из десяти детей в семье. Когда ей исполнилось 10 лет, она вместе с одним из братьев уехала учиться в лицей Франсуа Дювалье, где и встретила своего будущего мужа, Эрнста Труйо, который был на 21 год её старше. В 1971 году получила степень доктора права, став первой женщиной-юристом в стране. С 1975 до 1988 года занимала различные должности в гаитянских федеральных судах, пока не стала первой женщиной-судьёй Верховного суда.
Паскаль-Труйо занимала должность председателя Верховного суда, когда в результате восстания против правительства Проспера Авриля была назначена на пост главы государства. Власть в стране ей добровольно передал генерал Эрар Абрахам, который занимал пост президента в течение трёх дней. В качестве временного президента её задача состояла в координации процесса перехода к демократическому правлению в стране. Она наблюдала за первыми по-настоящему свободными выборами, которые состоялись 16 декабря 1990 года. Победу в выборах одержал Жан-Бертран Аристид, набрав 67 % голосов избирателей.
6 января 1991 года произошёл переворот, который возглавил Роже Лафонтан, лидер тонтон-макутов времён правления Жана-Клода Дювалье. Он захватил Эрту Паскаль-Труйо и провозгласил себя президентом. После выхода на улицы большого количества сторонников Аристида Лафонтан попытался объявить в стране военное положение, однако армия его не поддержала.
Аристид обвинил Паскаль-Труйо в соучастии в январском перевороте. Была уволена на следующий день после вмешательства Соединённых Штатов. Власти США потребовали также, чтобы был снят запрет на её выезд из страны. Эрта вскоре покинула страну, однако через год вернулась на родину. Сейчас работает над составлением Биографической энциклопедии Гаити.